# Sixto Rojas Acosta
Sixto Arturo Rojas Acosta (Caleta Buena, Tarapacá, 28 de marzo de 1883-Humberstone, 18 de enero de 1948) fue un pintor, decorador, escultor y dirigente sindical chileno. Considerado iquiqueño por adopción, sobrevivió la Matanza de la Escuela Santa María y fue autor de varias obras pictóricas y decorativas en la zona norte de Chile, incluyendo los interiores del Teatro Municipal de Iquique y del Casino Español, el Teatro Municipal de Pisagua, la Gruta de Lourdes de Cavancha y el antiguo edificio de la Municipalidad de Antofagasta.

## Biografía

### Familia
Hijo de Juan Rojas Ocaranza y Wenceslá Acosta Gallardo, Sixto nació en la hoy deshabitada localidad de Caleta Buena, entonces perteneciente a la desaparecida comuna homónima, que actualmente pertenece a la comuna de Huara, en la Provincia de Tarapacá, Región de Tarapacá.
Se casó joven con Manuela Silva, con quien el 7 de julio de 1903 tuvieron a su hijo Sixto Abraham, nacido de acuerdo a su ficha de bautismo en Caleta Buena el 7 de julio de 1903.
Más tarde volvió a casarse con Thelma Aguilar, con quien tuvo once hijos. Poco antes de nacer su hija Graciela, Sixto ya había acabado sus estudios en Santiago de Chile y vivía en Iquique, pero en 1918 regresó por un par de años a la capital. Así, Graciela nació en Santiago, pero cuando tenía solo un año de edad, alrededor de 1920, el matrimonio regresó al norte de Chile, para establecerse en Iquique y en las oficinas salitreras de Humberstone y Victoria.
Graciela del Carmen (19 de febrero de 1919-4 de octubre de 2012) se casó con Humberto Sorich, con quien tuvo nueve hijos. Uno de ellos, Héctor Sorich Rojas, en 2007 publicó el libro Sixto Arturo Rojas Acosta: Un protagonista olvidado 1907, una biografía y registro de la obra artística y sindicalista de su abuelo. Hacia 2007, de los once hijos de Sixto con Thelma, además de Graciela solo seguía viva su hija Yolanda Rojas Aguilar. Otros dos hijos ya fallecidos fueron Raimundo Rojas Aguilar y Jorge Rojas Aguilar.

### Estudios
Sixto realizó sus estudios primarios en la Escuela Domingo Santa María y sus estudios de humanidades en el Liceo Barros Arana de Santiago. Luego continuó estudios de pintura y escultura en el Instituto de Bellas Artes de Santiago.
Recibió una sólida educación académica, tras la cual decidió regresar a Iquique para desarrollar su carrera artística, permaneciendo allí el resto de su vida salvo por un breve regreso a Santiago entre 1918 y 1920 o 1921.

### Labor artística
En Iquique se convirtió en parte del grupo de artistas e intelectuales de la ciudad. Fue una persona elegante y sofisticada, amigo cercano del pintor paisajista Alberto Zorrilla y de Armando Cruz.
En 1902, con 19 años de edad, realizó sus primeros trabajos como empleado en la oficina salitrera La Perla, en el Alto San Antonio y al sur de Pozo Almonte, cerca de la oficina La Noria. Así, para inicios del siglo XX ya había decorando y pintando los teatros y filarmónicas de distintas oficinas salitreras.
Entre 1905 y 1906 pintó los interiores del Teatro Municipal de Iquique, el cual desde 1977 es considerado monumento nacional. Sixto diseñó la lira que adorna la parte superior del frontis del teatro. En el vestíbulo pintó los bustos de Verdi, Mozart, Beethoven y Shakespeare, como grandes representantes de la música y las artes escénicas, así como a cuatro querubines que representan la danza, la pintura, la música y el teatro. En la Sala Mayor y a los costados de los escudos chilenos de la parte superior del escenario, pintó a una mujer de estilo griego, que simula tridimensionalidad gracias al uso de la técnica del trampantojo. Esta técnica la repitió para decorar los cielos de los palcos y alrededor de la cúpula central. Esta última más tarde la decoraría junto a artistas extranjeros, ornamentándola con figuras mitológicas y pintándola con crin de caballo y yesería de cáscara de huevo.

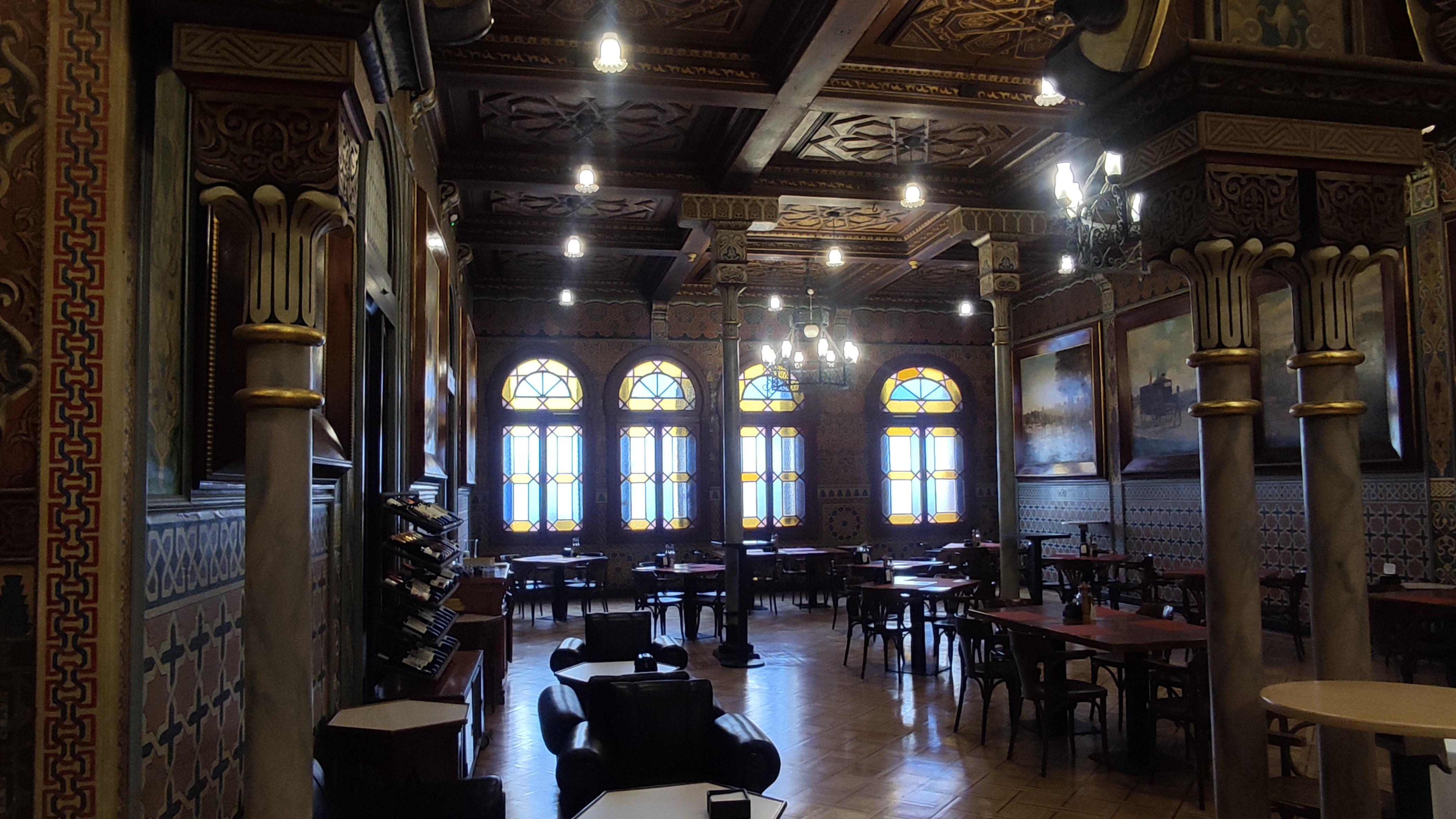
El interior del Casino Español de Iquique aún conserva obras del pintor

Entre 1911 y 1914 trabajó ininterrumpidamente en la restauración del Casino Español de Iquique, considerado uno de sus trabajos de decoración más notables. Destacan sus estucos, la madera policromada, pintada a mano, y los óleos de sus paredes del interior, incluyendo «Las majas».

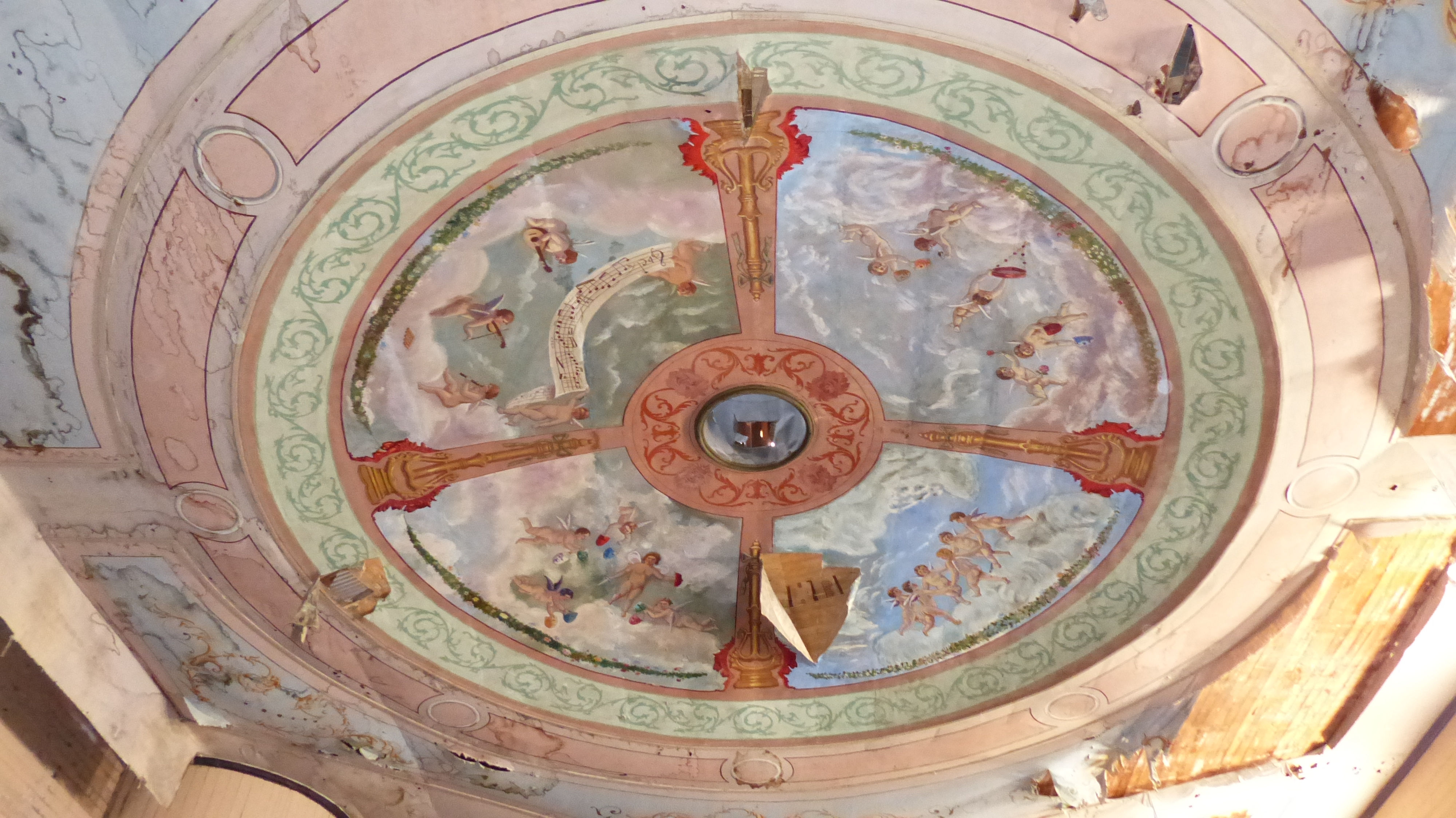
Techo del Teatro Municipal de Pisagua

A mediados de 1916, viajó a Pisagua para decorar el cielo de la Sala Mayor del Teatro Municipal, con querubines representando la danza, el teatro, la pintura y la música, tal y como ya había hecho años antes en el Teatro Municipal de Iquique. Luego realizaría trabajos análogos en la filarmónica y en el teatro de la oficina salitrera Agua Santa.
Regresó a la capital, donde había recibido su educación artística, en 1918, pero volvió a Iquique solo un par de años después, y en 1921 pintó imágenes para la Catedral de Iquique, a pedido del por entonces vicario apostólico de la ciudad y futuro primer cardenal de Chile, José María Caro Rodríguez.
En 1922 se inició la construcción de la Gruta de Lourdes de Cavancha, obra financiada por Adela Cisterna de Reyes, como cumplimiento de una promesa hecha a la Virgen de Lourdes por la mejoría de su esposo Juan de Dios Reyes, quien había sido desahuciado por sus médicos en Santiago. Adela, reconocida en la ciudad por sus acciones benéficas, contrató a Sixto, quien por entonces vivía en la calle Tacna 750, por 900 pesos de la época para diseñar las que serían sus dos únicas obras escultóricas: una estatua de tamaño natural de la Virgen de Lourdes y otra de Santa Bernardita, las cuales fueron instaladas en la gruta en 1923. Para su confección, el artista utilizó modelos en greda de tamaño natural, para luego obtener los moldes y realizar las figuras definitivas en vaciado de yeso macizo.
También trabajó diseñando y pintando escenografías para compañías de teatro que se presentaban en teatros locales, así como en diseño de publicidad comercial para divulgación a través de periódicos de la época. Así, diseñó anuncios para la tienda de vestuario Casa Sacco, o para la sombrerería El Príncipe de Gales. Para la Compañía de Tabacos, gerenciada por Manuel Montes y ubicada en la calle Eleuterio Ramírez con San Martín, desarrolló toda la publicidad del Cigarro Popular, que incluyó la creación del muñeco Pipo, que representaba a un niño fumador. Construyó una cabeza de Pipo en papel maché, que se instaló en el frontis de la puerta principal de dicho centro comercial. También diseñó publicidad en las paredes externas de otros locales comerciales. Por ejemplo, dos toros tirando un pantalón vaquero llamado Pecos Bill, para la casa Jiménez y Salazar de la calle Vivar 650, o dos bulldog tirando un sombrero Borsalino para la tienda La Confianza, en calle Tarapacá, esquina Obispo Labbé (por entonces calle Tacna).
Entre 1923 y 1928 se trasladó a vivir con su familia a la calle Maipú 643 de Antofagasta, para realizar trabajos de decoración en el segundo piso del edificio de la Municipalidad (actual Casa de la Cultura Andrés Sabella), en el Teatro Imperio y en la Casa Giménez. Luego siguió viajando por el norte de Chile para decorar las filarmónicas y teatros de las oficinas salitreras de Valparaíso y Chacabuco.

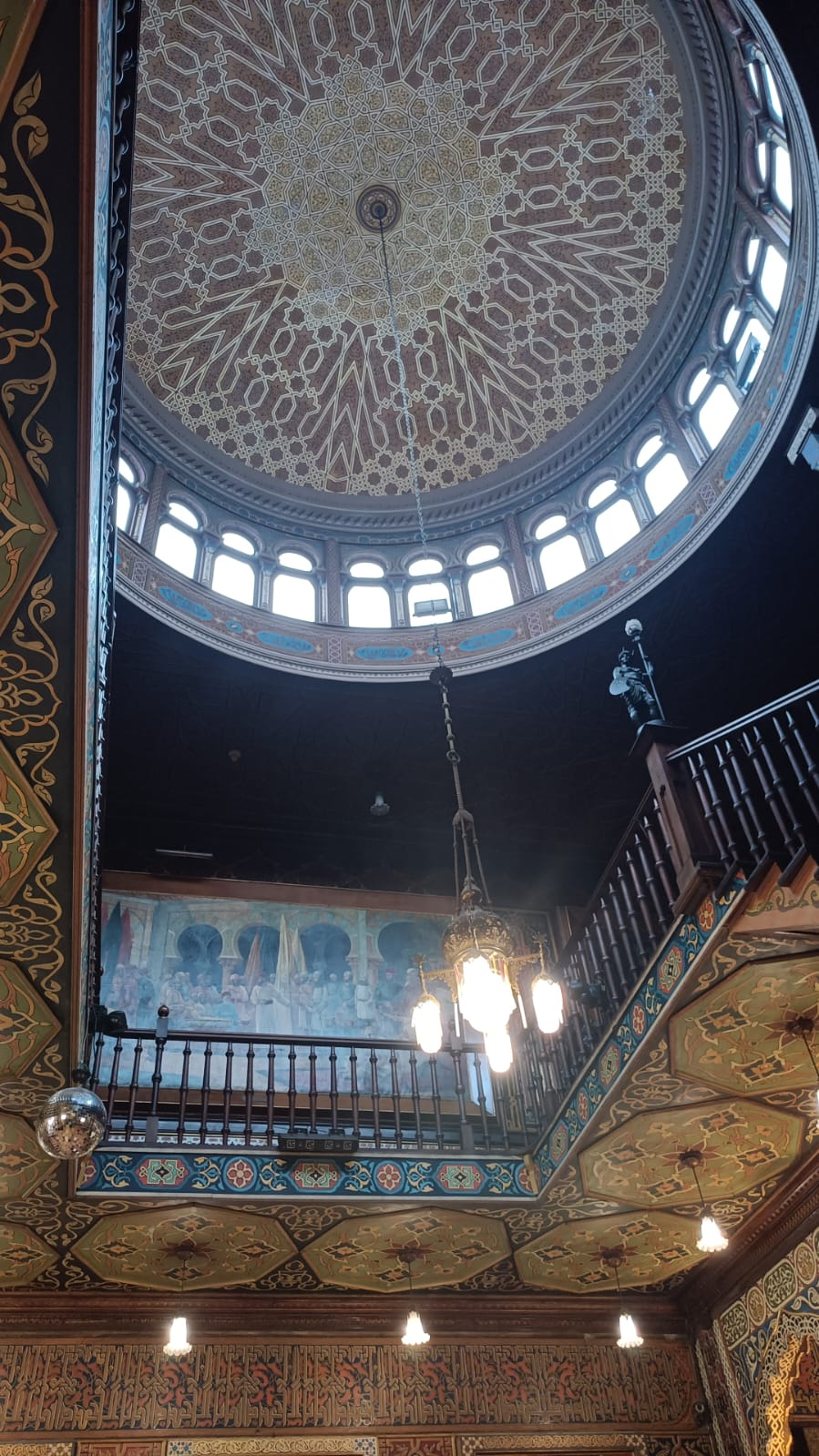
Cúpula del Casino Español en la que trabajó el artista

A inicios de los años 1930, el prefecto de Carabineros, Egidio Moscoso, y posteriormente el agente de aduana, Héctor Cannevaro, solicitaron sus servicios para pintar algunos cuadros relacionados con ambas instituciones. Entre 1930 y 1936 regresó a trabajar en el Casino Español de Iquique, a petición de su presidente de entonces, Jerónimo Lorenzo. En 1930 incorporó en el primer piso del edificio reproducciones propias de los cuadros Primer desembarco de Cristóbal Colón en América y La rendición de Granada. En 1931, hizo lo mismo en el segundo piso, con Los últimos días de Numancia, Embajadores vascos y Entrada de Roger de Flor en Constantinopla. Además pintó tres cuadros que representan damas típicas españolas de la época: La maja, La sevillana, y La charra. Tras haber visto los resultados anteriores, el 8 de marzo de 1934 se le encomendó la decoración de toda la cúpula central del Casino, recibiendo 2200 pesos de la época como honorarios.
Ya finalizando su trabajo artístico en Iquique, en 1936 pintó para su hija Graciela un óleo del Sagrado Corazón de Jesús. Esta es la única pintura que conserva su familia, junto a algunos bocetos y diseños.
Entre 1937 y 1938, con su estado de salud más deteriorado, se trasladó a la oficina salitrera de Humberstone para trabajar para Berthy Humberstone como contratista pintor. Allí vivió en la casa del cuidador de los bloques del personal soltero, y junto a Zacarías Tapia controlaron el pintado del campamento, bajo las órdenes del administrador José Domingo Rivera.
Entre finales de 1938 y 1939 regresó a Pisagua, acompañado por su hijo Raimundo y contratado por el alcalde de la época, Miguel Torres Campos, para retocar su obra realizada en el cielo del Teatro Municipal varios años antes. Luego se trasladó a la oficina salitrera Santa Cecilia para decorar los centros sociales, y retornó a Iquique, para radicarse en 1940 definitivamente en Humberstone.

### Labor sindical
Producto de sus frecuentes viajes a las oficinas salitreras, para decorar y pintar sus teatros y filarmónicas, fue conociendo la dura vida de los trabajadores salitreros, y empezó a empatizar con sus problemas sociales y laborales.
A raíz de lo anterior, se convirtió en un activo participante del Centro de Estudios Sociales Redención, creado por Luis Olea Castillo, quien se convertiría en vicepresidente del Directorio de la Huelga General de 1907. Sixto asumió como Secretario del Directorio, la cual acabó siendo disipada con la Matanza de la Escuela Santa María de Iquique el 21 de diciembre de ese año. Sixto se encontraba en la azotea de la Escuela Domingo Santa María durante la matanza y sobrevivió a las descargas de los fusiles y ametralladoras escondido debajo de algunos cuerpos acribillados hasta el atardecer, cuando huyó a los cerros. Esa misma tarde, fue llevado junto a José Brigg, presidente del directorio, por la calle Barros Arana, bajo estado de sitio y toque de queda, para su detención en el Hipódromo, donde al no ser reconocido lo dejaron en libertad.
Entre el 8 y el 9 de enero de 1908, junto a Brigg, al dirigente Ladislao Córdova, y a otros 78 trabajadores salitreros, en su mayoría peruanos, llegaron al puerto del Callao en el barco de vapor Victoria de la Compañía Inglesa del Pacífico.
Regresó a Chile con barba y pelo largo, un aspecto muy distinto al habitual, que le hizo merecedor del apodo del «Cristo moderno». A su llegada, fue uno de los organizadores y principal orador del primer acto de homenaje a los fallecidos en la matanza, realizado en la Plaza Condell el 21 de diciembre de 1908. Como secretario de la Comisión Organizadora del Primer Aniversario de la Matanza de la Escuela Santa María, firmó junto a Ignacio Mora, presidente de dicha comisión, una carta dirigida al Intendente de Tarapacá, Luis Aldunate (sucesor hacía solo unos meses de Carlos Eastman Quiroga), informándole sobre la realización del homenaje.
Para la difusión de la actividad diseñó un póster con el texto «Homenaje de el [sic] Pueblo Obrero a las víctimas del 21 de diciembre de 1907». Dicho póster ilustraba la carpa del Circo Océano, de Juan Zobarán, y la Escuela Santa María, lugares en que se quedaron los huelguistas, con trabajadores muertos en sus accesos; una mujer personificando la Huelga, y un hombre con hacha representando al socialismo y talando las ramas de un árbol, representando el fanatismo, el capital y la oligarquía. Al centro del póster figura un hombre semidesnudo que representa al pueblo, atado de pies y manos y con flechas clavadas señalando Iquique, Tocopilla, Antofagasta y Valparaíso, sobre una cruz que señala el capital. Su discurso, publicado íntegramente en el diario El Pueblo Obrero n.º 325 del 9 de enero de 1909, incluye las siguientes palabras:

«Porque la sangre vertida es semilla que germina haciendo nacer nuevos luchadores. Y también tengan presente que en todos los tiempos y en todas las edades, donde hubo tiranos, hubo rebeldes.»
Sixto Rojas Acosta, 21 de diciembre de 1908.

El 1 de noviembre de 1911, como miembro de la Federación de Mancomunales, conformada a su vez por otros dirigentes sociales y sindicales, inauguraron en el Cementerio N.º 2 de Iquique un mausoleo en homenaje a los trabajadores que murieron en la matanza.
En 1913, acompañó en Iquique a la periodista y activista feminista y anarquista española Belén de Sárraga, quien invitada por Luis Emilio Recabarren y con la ayuda de Teresa Flores, el Partido Radical de Chile y la Masonería, viajó desde Perú para dar una serie de conferencias públicas en el norte de Chile.
Hacia 1930 era Presidente del Congreso Social Obrero. Como tal, viajó ese año a Santiago para entrevistarse con el Presidente de la República, Carlos Ibáñez del Campo, acerca de los problemas de los trabajadores afectados por la crisis del salitre.

### Fallecimiento

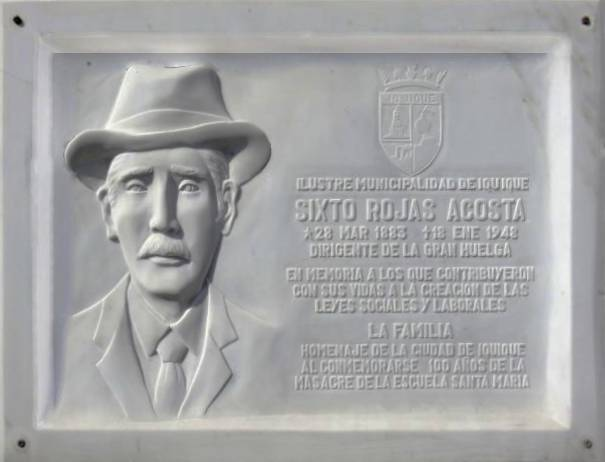
Placa conmemorativa en el Cementerio N.º 1 de Iquique

Su salud fue decayendo hacia 1937. Luego de realizar sus últimos trabajos artísticos, se radicó definitivamente en Humberstone en 1940, donde falleció unos años más tarde; según la biografía de su nieto, Héctor Sorich Rojas, el 15 de febrero de 1941, y según la placa conmemorativa en el cementerio donde yace actualmente, el 18 de enero de 1948.
Si bien su cuerpo fue enterrado inicialmente en el Cementerio de Pozo Almonte, su hija Graciela del Carmen Rojas autorizó el traslado de sus restos al Cementerio N.º 1 de Iquique.

## Reconocimiento póstumo
Desde 2005 la Municipalidad de Iquique otorga la beca artística «Sixto Rojas Acosta» a personas entre 8 y 28 años para actividades de perfeccionamiento y profesionalización artística.
El 21 de diciembre de 2007, en el costado sur de la entrada del Cementerio N.º 1 de Iquique donde yacen los restos de Sixto, fue dispuesto un monumento conmemorativo en «Homenaje a los 100 años de la masacre de la Escuela Santa María», en el que figura una placa suya junto a la de Patricio Rojas Ramírez, obrero asesinado en la matanza. Este monumento, construido por la Municipalidad, es una réplica del mausoleo inaugurado con su participación en 1911.
En octubre de 2012, a través de la exposición titulada «Sixto Rojas Acosta, un protagonista olvidado 1907» y ubicada en el hall central del edificio de la ex Aduana, la Municipalidad rindió homenaje con motivo del fallecimiento de su hija, Graciela del Carmen Rojas Aguilar.